# Varanus prasinus
Espèce
Synonymes
- Monitor prasinus Schlegel, 1839

Statut CITES
Le Varan émeraude, Varanus prasinus, est une espèce de sauriens de la famille des Varanidae, est un varan arboricole de petite à moyenne taille. Il est connu pour sa coloration inhabituelle, qui se compose de nuances du vert au turquoise, surmontées de bandes dorsales transversales sombres. Cette coloration permet de le camoufler dans son habitat arboricole. Sa couleur rend également le Varan émeraude très apprécié à la fois dans le commerce des animaux de compagnie et dans les zoos.

## Répartition
Cette espèce se rencontre :
- en Australie au Queensland ;
- en Nouvelle-Guinée.

## Description

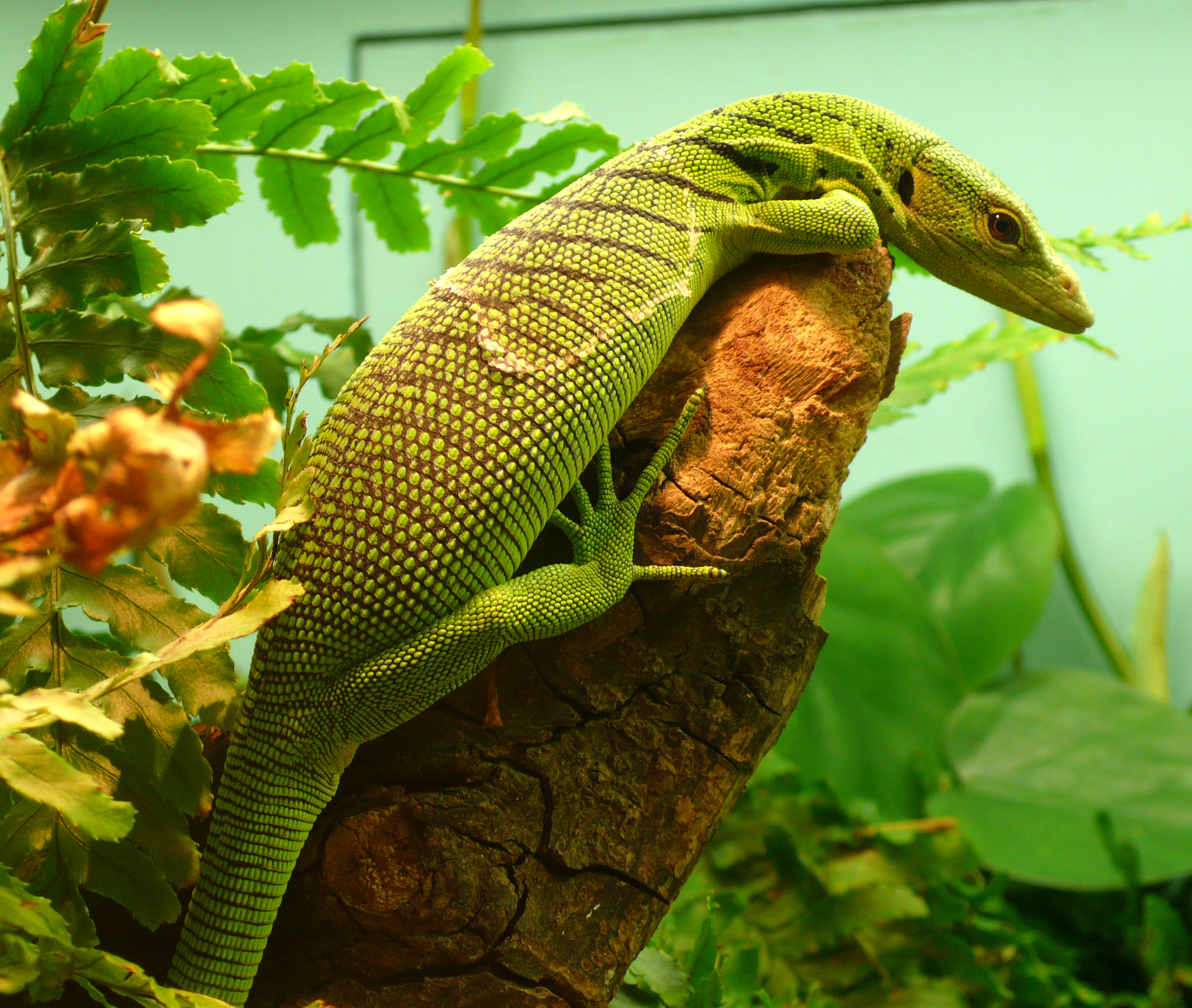

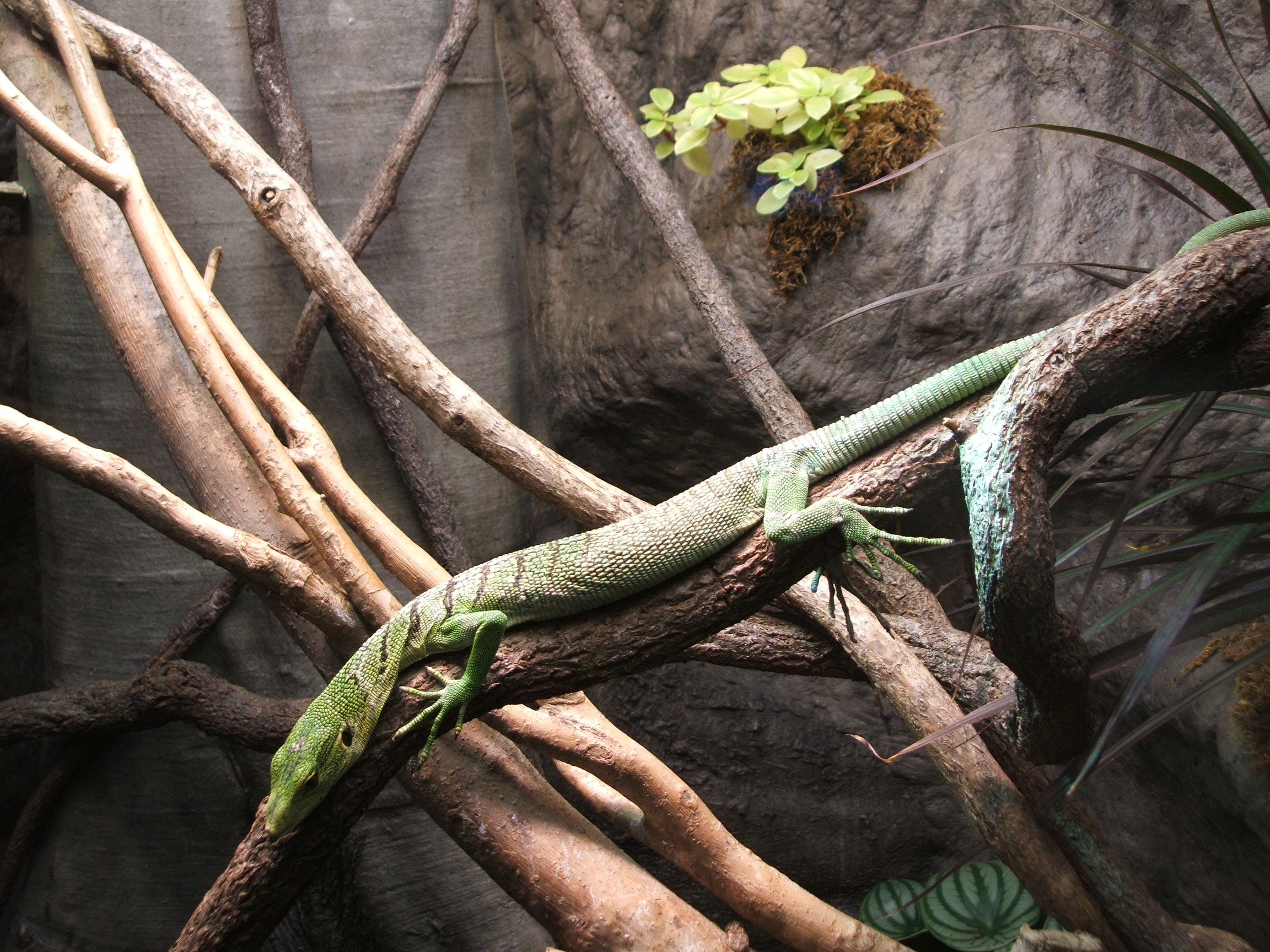

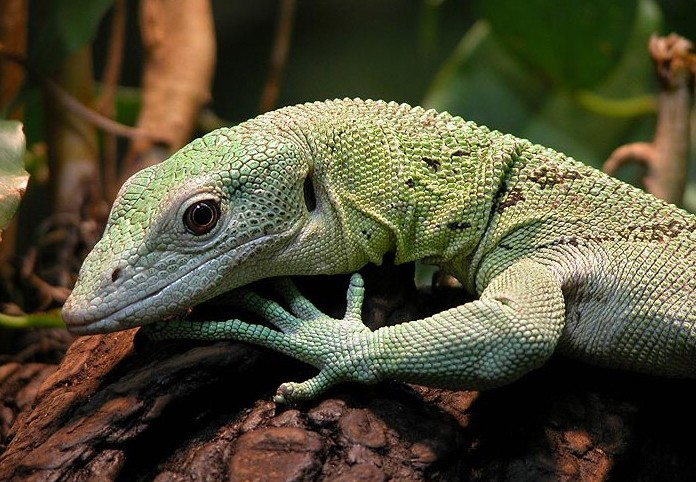

Il mesure 100 cm de long et a des couleurs peu communes pour un varan : c'est un mélange de couleurs où domine le vert émeraude et le turquoise avec des raies noires sur le dos. La queue préhensile est plus longue que le corps.

## Habitat
Le Varan émeraude est arboricole et se rencontre dans les forêts humides en plaine, les forêts tropicales, les marécages et les plantations de cacao. On peut les trouver en Nouvelle-Guinée (Indonésie et Papouasie-Nouvelle-Guinée) ainsi que dans plusieurs îles adjacentes et dans le nord du détroit de Torres.

## Alimentation
C'est l'un des rares varans omnivores. Il se nourrit d'insectes, de grenouilles, de salamandres, d'escargots et autres petits animaux trouvés dans la région mais aussi de fruits.

## Reproduction
Le Varan émeraude pond jusqu’à 6 œufs et il peut y avoir 3 pontes au cours d'une année, entre Janvier et Avril mais aussi de Novembre/Décembre. Les femelles pondent dans des nids de termites arboricoles. La période d'incubation est de 160 à 190 jours. Un spécimen atteindra la maturité sexuelle vers ses 1 ans.

## Publication originale
- Schlegel, 1839 : Abbildungen neuer oder unvollständig bekannter Amphibien, nach der Natur oder dem Leben entworfen und mit einem erläuternden Texte begleitet. Arne and Co., Düsseldorf, p. 1-141 (texte intégral).